# Slesvigsk gård
Den slesvigske gård eller sønderjyske gård er den dominerende gårdtype i Sønderjylland. Gårdens område strækker sig fra Egernførde i syd til Ribe i nord.
Den slesvigske gård er bredere end andre danske gårde. Gårdens indre huser både stald og beboelsesrum, adskilt af en gang eller en port. Beboelsesrummene består af køkken, pissel og dørns. Bygningens hovedlænge kan være suppleret med forskellige udlænger op til tre- eller firlængede anlæg eller tilbyggede lader i en vinkel eller krog (f.x. alsisk kroggård). I 1600-tallet fik mange stuehuse tilført udbygninger, som blev kaldt for korshuse. Facaderne er grundmurede og kan i nogle tilfælde være hvidkalkede. Tagene er traditionelt tækket med tagrør. Kendetegnet er også sprossevinduerne og valmede gavle. Hovedbygningen suppleres ofte med baghuse og stalde. I stedet for en gårdsplads udviklede sig en brogård. Forsiden (mod gaden) præges ofte af prydhaven, mens bagsiden præges af stalde og nyttehaven.
Den slesvigske gård er konstrueret som en enlænget gård, men der findes også tre- og firelængede gårde. Varianten ved vestkysten kaldes vestslesvigsk gård, i Nordfrisland kaldes den også for frisergården. Et særtræk ved de nordfrisiske gårde er de indvendige tagbærende stolper, der bar en højrem. Mod syd ses den nordtyske saksergård, hvor alt er samlet under et stort tag, og mod nord den firelængede gård. I det sydlige Sydslesvig ses den slesvigske gård ofte kombineret med elementer fra saksergården.